# Idesjö
Idesjö är en sjö i Uppvidinge kommun i Småland och ingår i Alsteråns huvudavrinningsområde. Sjön är 17,6 meter djup, har en yta på 0,676 kvadratkilometer och är belägen 189 meter över havet. Sjön avvattnas av vattendraget Hindabäcken. Vid provfiske har bland annat abborre, braxen, gädda och löja fångats i sjön.

## Delavrinningsområde
Idesjö ingår i det delavrinningsområde (632577-148943) som SMHI kallar för Inloppet i Tämmen. Medelhöjden är 196 meter över havet och ytan är 27,51 kvadratkilometer. Det finns inga avrinningsområden uppströms utan avrinningsområdet är högsta punkten. Hindabäcken som avvattnar avrinningsområdet har biflödesordning 2, vilket innebär att vattnet flödar genom totalt 2 vattendrag innan det når havet efter 86 kilometer. Avrinningsområdet består mestadels av skog (84 procent). Avrinningsområdet har 1,43 kvadratkilometer vattenytor vilket ger det en sjöprocent på 5,2 procent.

## Fisk
Vid provfiske har följande fisk fångats i sjön:
- Abborre
- Braxen
- Gädda
- Löja
- Mört